# Fort Duncan
Fort Duncan est un poste de l'US Army, établi en 1849 afin de protéger les premiers colons américains à s'établir le long du Rio Grande près de l'actuelle localité d'Eagle Pass au Texas.